# Robert Grant (Leichtathlet)

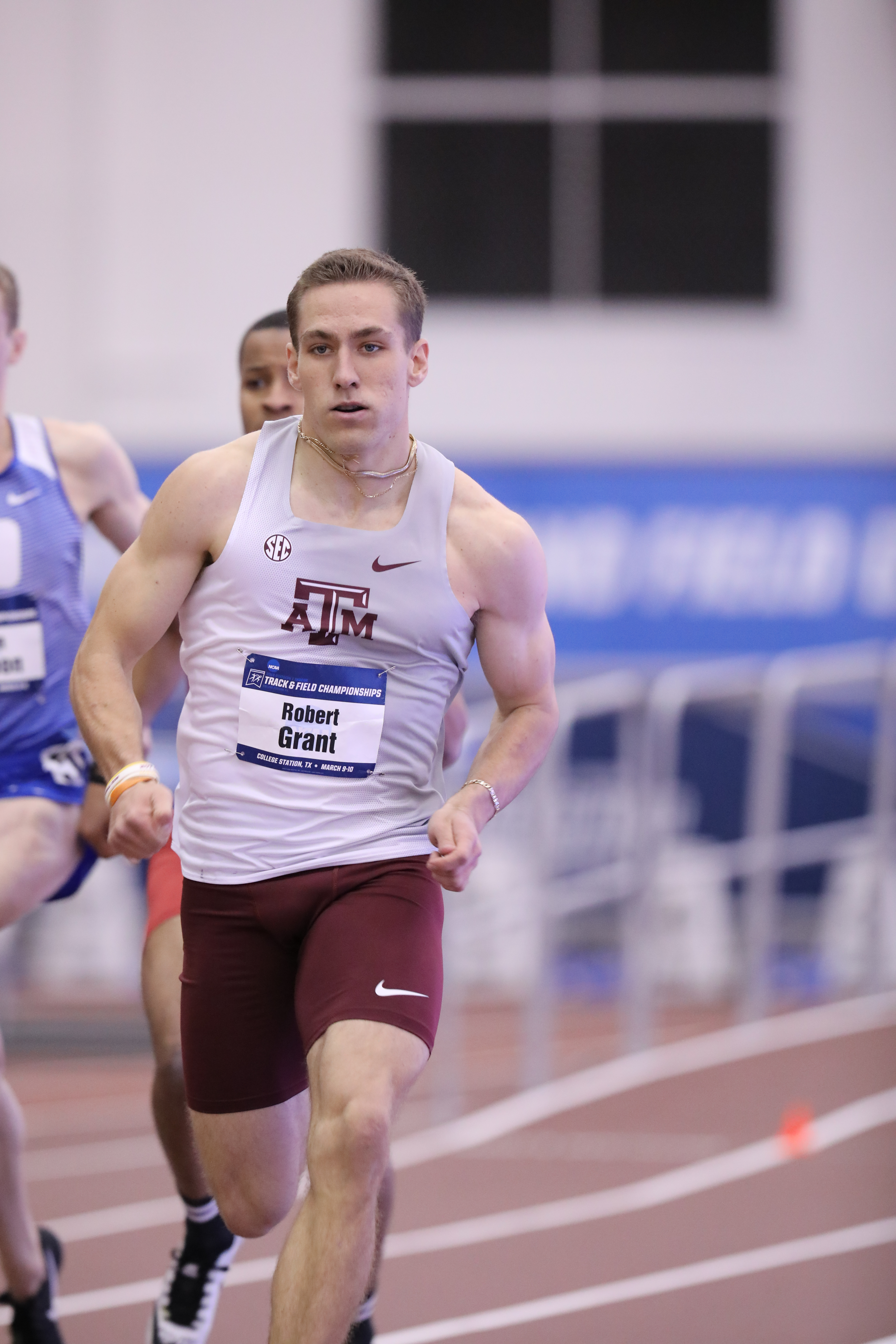
Robert Grant (2018)

Robert Grant (* 31. Januar 1996 in Phoenix) ist ein italienischer Sprinter US-amerikanischer Herkunft, der sich auf den 400-Meter-Lauf spezialisiert hat und seit 2020 für Italien startberechtigt ist.

## Sportliche Laufbahn
In den Vereinigten Staaten studierte Robert Grant an der Texas A&M University und wurde 2017 und 2019 NCAA Meister in der 4-mal-400-Meter-Staffel im Freien sowie 2017 auch in der Halle. Nach seinem Nationenwechsel nahm er 2021 mit der italienischen 4-mal-400-Meter-Staffel an den Halleneuropameisterschaften in Toruń teil und belegte dort in 3:07,37 min den fünften Platz.

## Persönliche Bestleistungen
- 400 Meter: 46,09 s, 15. April 2017 in Los Angeles
  - 400 Meter (Halle): 45,84 s, 24. Februar 2018 in College Station